# Kabupaten Belitung
Kabupaten Belitung är ett kabupaten i Indonesien.   Det ligger i provinsen Bangka-Belitung, i den västra delen av landet, 400 km norr om huvudstaden Jakarta. Antalet invånare är 170 381. Kabupaten Belitung ligger på ön Pulau Belitung.